# كولن غرانت
كولن غرانت (بالإنجليزية: Colin Grant) هو كاتب بريطاني، ولد في 23 أبريل 1961 في هيتشن في المملكة المتحدة.

## وصلات خارجية
- الموقع الرسمي